# Paul Halla
Paul Halla (10. april 1931 – 6. december 2005) var en østrigsk fodboldspiller, der som forsvarer på Østrigs landshold deltog ved både VM i 1954 i Schweiz og VM i 1958 i Sverige. Ved førstnævnte turnering vandt han bronze med holdet. I alt spillede han 34 landskampe, hvori han scorede to mål.
Halla spillede på klubplan primært hos Rapid Wien i hjemlandet. Her var han med til at vinde fem østrigske mesterskaber.